# Yeguada del Hierro del Bocado
La Yeguada del Hierro del Bocado est le plus grand élevage au monde de chevaux de lignée chartreuse. Il est situé à Jerez de la Frontera, en Espagne. Il se trouve à 5 km du lien d'élevage originel de ces chevaux, la chartreuse de Jerez de la Frontera.
Ces installations sont la propriété de l'État espagnol. Elles sont situées sur la Finca Fuente del Suero, dans la Carretera Medina Sidonia. Ce haras héberge et organise des présentations et des concours.
En 2017, il est révélé que la gestion du haras par Manuel Beltrán Pedreira (à la suite d'une enquête de caso Mercamadrid), qui a décapitalisé la Yeguada, en a fait une entité déficitaire.